# バウレ語
バウレ語（バウレご、英: Baoulé, Baule）はクワ語群に属する言語である。話者は主にコートジボワールに居住するバウレ人である。